# Televisietoespraak door de Nederlandse minister-president
Een aantal keer heeft een Nederlandse minister-president via de televisie het volk toegesproken. Omdat premier Mark Rutte zijn toespraken over de coronapandemie in 2020 vanuit het Torentje hield, worden die ook wel Torentjestoespraken genoemd.

## Toespraken

### Jan de Quay, overdracht Nieuw-Guinea, 1962
In 1962 hield premier Jan de Quay een toespraak die werd uitgezonden op zowel televisie als radio. Het onderwerp was de overeenkomst tussen Indonesië en Nederland van 15 augustus 1962 over de overdracht van Nieuw-Guinea aan de Verenigde Naties.

### Piet de Jong, binnenvallen van Tsjecho-Slowakije door de Sovjet-Unie, 1968
Premier Piet de Jong hield op 29 november 1968 een toespraak naar aanleiding van het binnenvallen van Tsjecho-Slowakije door de Sovjet-Unie in augustus van dat jaar. In de toespraak ging De Jong in op de verhoging van de Nederlandse uitgaven voor defensie.

### Joop den Uyl, oliecrisis, 1 december 1973
In zijn toespraak riep premier Joop den Uyl het Nederlandse volk op, vanwege de heersende oliecrisis, om zuiniger te zijn met brandstof. Saoedi-Arabië, Irak, en Koeweit hadden een olie-embargo afgekondigd tegen Nederland. Vanwege geheime wapenleveranties en politieke steun aan Israël in de Jom Kipoer-oorlog. Het embargo had tot gevolg dat er autoloze zondagen werden afgekondigd, waardoor men werd gestimuleerd meer te gaan fietsen. Deze maatregel heeft uiteindelijk geleid tot de uitgebreide fietsinfrastructuur die Nederland rijk is en dat Nederland tot een fietsland maakt. De toespraak duurde vijftien minuten.

### Mark Rutte, coronacrisis, 16 maart 2020
In zijn toespraak riep premier Mark Rutte Nederland op zich te houden aan de coronamaatregelen vanwege de coronacrisis, ten gevolge van de coronapandemie, totdat er meer duidelijkheid zou zijn over het verloop van de pandemie. Dit hield in 1,5 meter afstand houden, veelvuldig de handen wassen en zoveel mogelijk thuiswerken. Tevens kondigde hij een intelligente lockdown aan. De lockdown en de maatregelen waren bedoeld om besmetting met de ziekte COVID-19 zoveel mogelijk te voorkomen om zo de ouderen en de zwakkeren te beschermen. Het doel lag op een beheerste verspreiding van het virus om zo groepsimmuniteit op te bouwen. Covid-19 trof Nederland voor het eerst in februari 2020. De toespraak duurde ongeveer tien minuten.

### Mark Rutte, coronacrisis, 14 december 2020
In zijn toespraak kondigde premier Mark Rutte een lockdown af van minstens vijf weken, vanwege de coronacrisis in Nederland. Hij gebruikte de zinsnede: "Nederland gaat op slot.". Hij kondigde een pakket van zeven maatregelen aan:
1. Onderwijs moest weer online;
2. enkel winkels voor eerste levensbehoeften mochten open;
3. publieke locaties waar mensen samenkomen in welke vorm dan ook moesten dicht;
4. men werd dringend geadviseerd dagelijks niet meer dan twee mensen te ontvangen, voor de kerst gold een uitzondering van maximaal drie mensen;
5. binnensportlocaties moesten worden gesloten en sportcompetities werden ook verboden;
6. reizen werd sterk afgeraden;
7. men diende zoveel mogelijk thuis te werken.

Gedurende de hele toespraak zijn - op de achtergrond - demonstranten hoorbaar, die vanaf de andere zijde van de hofvijver, een fluitconcert geven, en op potten en pannen slaan. De toespraak duurde ongeveer achttien minuten.

### Mark Rutte, afscheid, 30 juni 2024
Op zondag 30 juni 2024 hield Mark Rutte een afscheidstoespraak vanuit het Torentje, twee dagen voordat hij zijn functie als minister-president neer ging leggen.